# Big Huge Games
Big Huge Games (también conocido como BHG) fue una empresa desarrolladora de juegos para PC con sede en Timonium, en el estado norteamericano de Maryland. La empresa fue fundada en febrero del año 2000 por cuatro desarrolladores veteranos: Tim Train, David Inscore, Jason Coleman, y Brian Reynolds, diseñador en jefe de Civilization II, Alpha Centauri, y Colonization.

## Historia
Los cuatro fundadores abandonaron Firaxis Games para fundar la nueva empresa, ya que ellos pretendían mezclar la complejidad de los TBS con los RTS.
En febrero de 2007, anunciaro que Ken Rolston, el diseñador en jefe de los juegos The Elder Scrolls IV: Oblivion y The Elder Scrolls III: Morrowind, salió del retiro para unirse a la empresa para desarrollar un RPG aun sin título. Después Anunciaron que el juego sería lanzado hasta el 2009 pero no por Microsoft sino por THQ. Esto marcara la primera vez que un juego de BHG no es lanzado por Microsoft.
El 18 de mayo de 2007, BHG anunció que estaría desarrollando la segunda expansión al título de RTS creado por Ensemble Studios, Age of Empires III, llamado Age of Empires III: The Asian Dynasties y está dispuesto a lanzarse el 23 de octubre de 2007.
El 15 de enero de 2008 , THQ adquiere a Big Huge Games. En mayo de 2009 THQ vende la compañía a 38Studios. Pero en mayo de 2012 la empresa 38 Studios despidió a todos sus empleados y cerró 

## Publicaciones
- Rise of Nations - mayo de 2003
- Rise of Nations: Thrones and Patriots - abril de 2004
- Rise of Nations: Rise of Legends - mayo de 2006
- Catan, mayo de 2007 (versionXbox 360)
- Age of Empires III: The Asian Dynasties, 23 de octubre de 2007
- Kingdoms of Amalur: Reckoning febrero de 2012

Dominations Android 2014

## Publicaciones próximas
- RPG sin título, 2009 (Xbox 360, PS3, PC)[5]
- Juego Wii sin título[6]

## Motor de juego
Muchos de los títulos desarrollados por BHG hace uso de su Motor de juego desarolllado internamente, el "Big Huge Engine". A pesar de que el motor está disponible en licencias por Terceros es usado primordialmente para ellos mismos.
De acuerdo con el sitio web, el motor contiene soporte para una gran variedad de aplicaciones y tecnologías, incluyendo physics, inteligencia artificial, animación, entre otros.